# Alsodes vanzolinii
Az Alsodes vanzolinii a kétéltűek (Amphibia) osztályának békák (Anura) rendjébe és az Alsodidae családba tartozó faj.

## Előfordulása
Az Alsodes vanzolinii Chile endemikus faja, az ország Arauco tartományában, a Nahuelbuta hegylánc nyugati lejtőin honos. Természetes élőhőhelye a mérsékelt égövi Nothofagus erdőkben található.